# 西孟寺
西孟寺，是老撾首都萬象南傳佛教寺院，建於1563年。
位置靠近萬象東面到市中心入口，它是建立在一座吳哥印度教寺院廢墟上。
國王西萨旺·冯的雕像矗立在寺前。
在內飾方面，西孟寺不尋常地分為兩個房間，前室是和尚修行和給予信眾祝福的地方，後室則設有大型祭壇，這里擠滿了佛像。
這里也有傳說，女人在祭祀神後有身孕。